# 塔贾
塔贾（義大利語：Taggia），是意大利因佩里亚省的一个市镇。总面积30.89平方公里，人口14380人，人口密度465.5人/平方公里（2009年）。ISTAT代码为008059。